# دستگاه پوششی

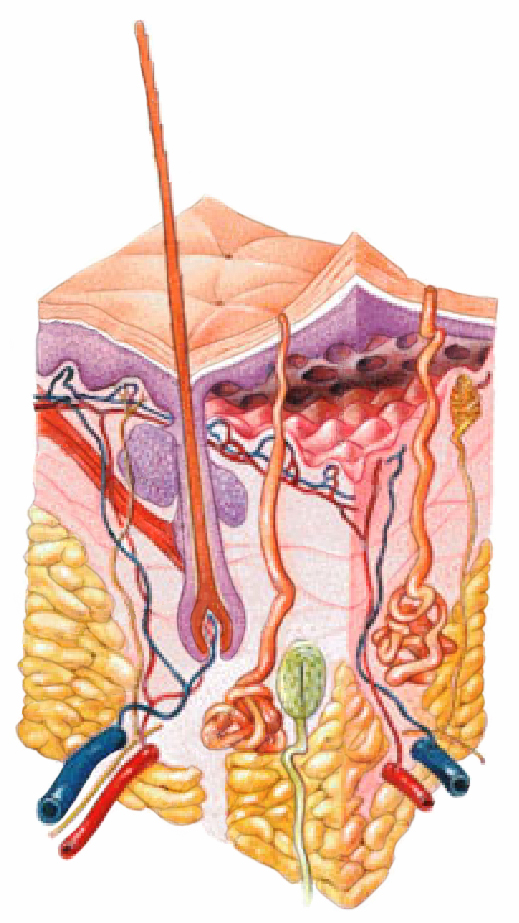
دستگاه پوششی بدن

دستگاه پوششی بدن یکی از دستگاه‌های بدن انسان و دیگر جانداران است. این دستگاه که برای محافظت بدن در برابر عوامل بیرونی را دارد عمدتآ از پوست، مو و ناخن و غشاء مخاطی تشکیل شده‌است.

## عملکرد پوست، مو و ناخنها
در همه بدن، پوست عملکردهای اصلی مشابهی در جهت حفاظت ما از آسیب و عفونت ایفا می‌نماید. پوست در تنظیم دمای بدن که توسط ناحیه‌ای در مغز به نام هیپوتالاموس در پاسخ به محرکهای مختلف، کنترل می‌شود، نقش مهمی دارد.رنگدانه ملانین پوست، تا حدودی باعث حفاظت آن در برابر تابش زیان‌آور فرابنفش خورشید می‌گردد .

### حفاظت
هر چند ساختار اصلی پوست در کل بدن مشابه است، اما تفاوت‌های موضعی بعلت اختلاف عملکرد نقاط مختلف آن وجود دارد. برای مثال، پوست کف دست و کف پا، مو ندارند. تفاوت‌ها بیشتر در ارتباط با رنگ، بافت، تراکم فولیکولهای مو، غدد، پایانه‌های عصبی و رگ‌های خونی رخ می‌دهد .

### تنظیم حرارت بدن
پوست، نقش قابل توجه ای در تنظیم دمای بدن ایفا می‌کند. برخلاف بعضی حیوانات، انسان فاقد یک پوشش خزی ضخیم است تا بتواند گرمای تولید شده را حفظ کند. در عوض، در بدن انسان یک سیستم تنظیم گرمایشی پیچیده وجود دارد که دارای اجزایی مثل رگ‌های خونی خاص در پوست است که تنها در ارتباط با حفظ و از دست دادن گرما عمل می کنند. لایه چربی موجود در زیر پوست علاوه بر نقش حفاظتی، مانند عایق عمل کرده و مانع خروج بیش از حد گرما از پوست می‌گردد.
دمای بالای بدن
اگر بدن خیلی گرم شود، رگ‌های خونی گشاد می شوند تا اجازه دهند خون بیشتری به پوست، یعنی جایی که خون خنک می‌شود، برسد. این امر باعث می‌گردد تا پوست، برافروخته به نظر برسد و قرمز رنگ شود. غدد عرق، عرق بیشتری تولید می کنند تا با تبخیر آن پوست خنک شود .
دمای پایین بدن
اگر بدن خیلی سرد شود، رگ‌های خونی باریک می‌گردند. عضلات راست‌کننده مو منقبض شده و باعث راست شدن موها و کشش پوست می‌گردد که حالتی شبیه پوست غاز پیدا می‌کند. موهای راست شده، لایه‌ای محافظتی از هوا را نزدیک پوست نگه می‌دارند.